# Algvaxskinn
Algvaxskinn (Cabalodontia subcretacea) är en svampart som först beskrevs av Viktor Litschauer, och fick sitt nu gällande namn av Piatek 2004. Cabalodontia subcretacea ingår i släktet Cabalodontia och familjen Meruliaceae.   Inga underarter finns listade i Catalogue of Life.
I den svenska databasen Dyntaxa används istället namnet Phlebia subcretacea för samma taxon.  Arten är reproducerande i Sverige.